# Росс, Трейси Эллис
Трейси Эллис Росс (англ. Tracee Ellis Ross, урождённая Трейси Джой Силберстин (англ. Tracee Joy Silberstein); род. 29 октября 1972) — американская актриса, телеведущая, модель, сценарист и продюсер, наиболее известная благодаря ролям в ситкомах «Подруги» (2000—2008) и «Черноватый» (2014—2022).

## Биография
Трейси Эллис Росс родилась в Лос-Анджелесе, штат Калифорния в семье легендарной певицы Дайаны Росс и музыкального менеджера Роберта Эллиса Силберстина. Она работала в качестве модели и пишущего автора таких изданий как Mirabella и New York, прежде чем дебютировала на экране в 1996 году в фильме «Роковая яхта».
Трейси Эллис Росс добилась наибольшей известности благодаря своей главной роли успешного адвоката Джоан Кэрол Клейтон в комедийном телесериале «Подруги», в котором она снималась с 2000 по 2008 год, на протяжении всего периода трансляции шоу. В перерывах между съемками в сериале она появилась в фильмах «Отбой», «Смотрите все!», «Папина дочка» и «Временно беременна». Также Росс снялась с Куинн Латифой в отмеченном наградами фильме HBO «Помоги жизни».
После завершения сериала «Подруги» Росс появилась в сериале Шонды Раймс «Частная практика», а в 2011 году сыграла второстепенную роль в сериале «C.S.I.: Место преступления». В 2011 году она исполнила главную роль в комедийном сериале BET «Рид между строк». Несмотря на то, что Росс была исполнительницей ведущей роли, она решила покинуть проект по личным соображениям после одного сезона. Шоу, которое на тот момент было продлено на второй сезон, готовившийся к производству, было в итоге закрыто. Вскоре после ухода из ситкома, Росс сыграла одну из главных ролей в драматическом пилоте NBC «Плохие девчонки», о женской тюрьме, однако проект не увидел свет.
В 2014 году Росс была приглашена на основную женскую роль в комедийный сериал ABC «Черноватый», в котором снималась вплоть до его завершения в 2022 году. Этот сериал стал первым за прошедшее десятилетие афро-ситкомом национального телевидения, получившим высокие отзывы от критиков. Роль в сериале «Черноватый» принесла Росс премию «Золотой глобус» за лучшую женскую роль в комедийном телесериале и пять номинаций на премию «Эмми» за лучшую женскую роль в комедийном сериале.

## Фильмография

### Кино и телевидение
| Год       |     | Русское название           | Оригинальное название                   | Роль                       |
| --------- | --- | -------------------------- | --------------------------------------- | -------------------------- |
| 1996      | ф   | Роковая яхта               | Far Harbor                              | Кики                       |
| 1997      | ф   | Сью                        | Sue                                     | Линда                      |
| 1998      | тф  | —                          | Broken Silence: A Moment of Truth Movie | Кейси Кинг                 |
| 1999      | ф   | —                          | A Fare to Remember                      | Джейн                      |
| 2000      | ф   | Отбой                      | Hanging Up                              | Ким                        |
| 2000      | ф   | —                          | In the Weeds                            | Кэролайн                   |
| 2000      | с   | —                          | The Lyricist Lounge Show                | разные персонажи           |
| 2000—2020 | с   | Подруги                    | Girlfriends                             | Джоан Клейтон              |
| 2004      | с   | —                          | Second Time Around                      | Наоми                      |
| 2006      | ф   | Смотрите все!              | I-See-You.com                           | Нэнси Танака               |
| 2007      | тф  | Помоги жизни               | Life Support                            | Таня                       |
| 2007      | ф   | Папина дочка               | Daddy’s Little Girls                    | Синтия                     |
| 2009      | ф   | Временно беременна         | Labor Pains                             | Кристин                    |
| 2010      | с   | Частная практика           | Private Practice                        | доктор Эллен Сикер         |
| 2011      | с   | C.S.I.: Место преступления | CSI: Crime Scene Investigation          | Глория Паркс               |
| 2011      | тф  | Пять                       | Five                                    | Алисса                     |
| 2011      | с   | Рид между строк            | Reed Between the Lines                  | Карла Рид                  |
| 2012      | тф  | Плохие девочки             | Bad Girls                               | Рейчел                     |
| 2014—2022 | с   | Черноватый                 | Black-ish                               | Рейнбоу Джонсон            |
| 2016      | с   | Брод Сити                  | Broad City                              | Вайнона                    |
| 2017      | с   | —                          | Bronzeville                             | Анна                       |
| 2018      | с   | Портландия                 | Portlandia                              | желающая фотографироваться |
| 2018—2022 | с   | Повзрослевшие              | Grown-ish                               | Рейнбоу Джонсон            |
| 2019      | ф   | Мелкая                     | Little                                  | домашняя девочка           |
| 2019—2021 | с   | Смешанный                  | Mixed-ish                               | Рейнбоу Джонсон            |
| 2020      | ф   | Ассистент звезды           | The High Note                           | Грейс Дэвис                |
| 2021      | кор | —                          | The Runaway Bunny                       | рассказчица                |
| 2021      | с   | Платформа                  | The Premise                             | Рейна Брэдшоу              |
| 2022      | с   | —                          | The Kids in the Hall                    | Лейни                      |
| 2023      | ф   | Холодное копирование       | Cold Copy                               | Диана                      |
| 2023      | ф   | Американское чтиво         | American Fiction                        | Лиза Эллисон               |
| 2023      | ф   | Конфетный переулок         | Candy Cane Lane                         | Кэрол Карвер               |

### Музыкальные клипы
| Год  | Исполнитель                  | Название        |
| ---- | ---------------------------- | --------------- |
| 2006 | Канье Уэст feat. Лупе Фиаско | «Touch the Sky» |
| 2018 | Дрейк                        | «Nice for What» |
| 2019 | Tyler, the Creator           | «Earfquake»     |

## Награды и номинации
| Награда                        | Год  | Категория                                        | Название работы | Результат |
| ------------------------------ | ---- | ------------------------------------------------ | --------------- | --------- |
| Золотой глобус                 | 2017 | Лучшая женская роль в комедийном телесериале     | Черноватый      | Победа    |
| Золотой глобус                 | 2022 | Лучшая женская роль в комедийном телесериале     | Черноватый      | Номинация |
| Эмми                           | 2016 | Лучшая женская роль в комедийном телесериале     | Черноватый      | Номинация |
| Эмми                           | 2017 | Лучшая женская роль в комедийном телесериале     | Черноватый      | Номинация |
| Эмми                           | 2018 | Лучшая женская роль в комедийном телесериале     | Черноватый      | Номинация |
| Эмми                           | 2020 | Лучшая женская роль в комедийном телесериале     | Черноватый      | Номинация |
| Эмми                           | 2021 | Лучшая женская роль в комедийном телесериале     | Черноватый      | Номинация |
| Спутник                        | 2017 | Лучшая женская роль в комедийном телесериале     | Черноватый      | Номинация |
| Спутник                        | 2019 | Лучшая женская роль в комедийном телесериале     | Черноватый      | Номинация |
| Премия Гильдии киноактёров США | 2017 | Лучший актёрский состав в комедийном телесериале | Черноватый      | Номинация |
| Премия Гильдии киноактёров США | 2018 | Лучший актёрский состав в комедийном телесериале | Черноватый      | Номинация |